# لوفيل روسو
لوفيل روسو هو محامي وضابط وسياسي أمريكي، ولد في 4 أغسطس 1818 في ستانفورد في الولايات المتحدة، وتوفي في 7 يناير 1869 في نيو أورلينز في الولايات المتحدة. نشط حزبياً في حزب اليمين. وقد انتخب عضو مجلس ولاية إنديانا ‏ وانتخب عضو مجلس نواب إنديانا ‏ وانتخب عضو مجلس النواب الأمريكي.